# سدر لبنانی
سدر لبنانی (نام علمی: Cedrus libani) نام یک گونه از سرده سدر است.